# Shanghai Micro Electronics Equipment
Shanghai Micro Electronics Equipment (Group) Co., Ltd. (SMEE) – przedsiębiorstwo zajmujące się produkcją sprzętu półprzewodnikowego, z siedzibą w Szanghaju w Chinach. Firma zajmuje się badaniami, rozwojem, produkcją i sprzedażą skanerów litograficznych i narzędzi inspekcyjnych dla przemysłu produkcji półprzewodników.

## Historia firmy
SMEE zostało założone w 2002 roku przez He Rongminga, byłego wiceprezesa Shanghai Electric. Pierwotnie był to projekt badawczy z zakresu technologii maszyn litograficznych w ramach Programu 863. Po kilku latach badań firma SMEE wprowadziła na rynek pierwszą krajową maszynę litograficzną przeznaczoną do użytku komercyjnego. 

## Produkty

### Litografia EUV
W marcu 2023 SMEE złożyło wniosek patentowy na metodę generowania promieniowania EUV do użycia w litografii EUV do produkcji zaawansowanych układów scalonych. Na rok 2024, maszyny EUV są produkowane wyłącznie przez holenderskie ASML. Niektórzy obserwatorzy sugerują, że w Chinach mogą być prowadzone nawet trzy odrębne inicjatywy, w które zaangażowane są instytucje prywatne, państwowe i edukacyjne inne niż SMEE, mające na celu opracowanie i dostarczenie prototypu chińskiego skanera litograficznego EUV w ciągu najbliższych kilku lat. Kluczowym czynnikiem rozwoju zaawansowanego chińskiego sprzętu litograficznego wydaje się być wspierany przez rząd wysiłek na rzecz wzmocnienia współpracy publiczno-prywatnej w celu zwiększenia innowacyjności.

## Sankcje Stanów Zjednoczonych
W grudniu 2022 roku Departament Handlu Stanów Zjednoczonych dodał SMEE do Entity List w ramach wysiłków Stanów Zjednoczonych mających na celu utrudnienia chińskiemu rozwojowi zaawansowanego sprzętu półprzewodnikowego.